# Una canzone per il paradiso
Una canzone per il paradiso è un film di genere documentario del 2013 diretto da Nicola Di Francescantonio.

## Trama
Documentario sulla scuola genovese dei cantautori con protagonisti Gino Paoli e Don Andrea Gallo.

## Produzione
Girato prevalentemente a Genova.

## Distribuzione
Il docufilm fu distribuito nelle sale cinematografiche a partire dal 7 maggio 2013.
Proiezione speciale al Ischia Global Film & Music Fest 2013.
Nel 2015 viene realizzato il DVD con libro e trasmesso in televisione su Primocanale Welcome.
Successivamente viene reso disponibile sulla piattaforma streaming Chili.